# Kirche Mariä Empfängnis und St. Adalbert (Nidzica)
Die Kirche der Unbefleckten Empfängnis Mariä und des hl. Adalbert in Nidzica (deutsch Neidenburg) stammt in ihren Grundmauern aus dem 14. Jahrhundert. Von der Reformation bis 1948 war sie evangelische Pfarrkirche des Kirchspiels Neidenburg in Ostpreußen. Seither ist sie römisch-katholisches Gotteshaus der Pfarrei Nidzica in der polnischen Woiwodschaft Ermland-Masuren.

## Geographische Lage
Die Kreisstadt Nidzica liegt im Südwesten der Woiwodschaft Ermland-Masuren. Innerorts treffen die Schnellstraße 7 und die Woiwodschaftsstraßen DW 538, DW 545 sowie DW 604 aufeinander. Die Stadt ist Bahnstation an der Bahnstrecke Działdowo–Olsztyn (deutsch Soldau–Allenstein).
Die Kirche steht im westlichen Teil der Altstadt innerhalb der einstigen Verteidigungsmauern, deren wesentlicher Bestandteil sie war.

## Kirchengebäude
Die Kirche mit einem Pfarrer in Neidenburg wurde am 7. Dezember 1381 erstmals erwähnt. Seit der Einführung der Reformation in Ostpreußen – im Jahre 1525 – war die Neidenburger Stadtkirche ein evangelisches Gotteshaus. Im Laufe der Geschichte veränderte sich das Erscheinungsbild der Kirche, wurde sie doch mehrmals zerstört und wieder aufgebaut. 1414 bereits brannte sie mit dem Markt nieder, 1664 bereits erneut. 1804 wiederholt einem Brand zum Opfer gefallen diente sie nach dem Wiederaufbau 1812 den Franzosen auf ihrem Weg nach Moskau als Feldbäckerei, und 1914 beschädigte russisches Militär das Gebäude. In den Jahren 1579, 1689, 1725 1917 bis 1819 sowie 1920 bis 1924 erfolgten Renovierungen und Rekonstruktionen, wobei man 1924 nur noch den Mauerkern der alten Ordenskirche bewahrte.

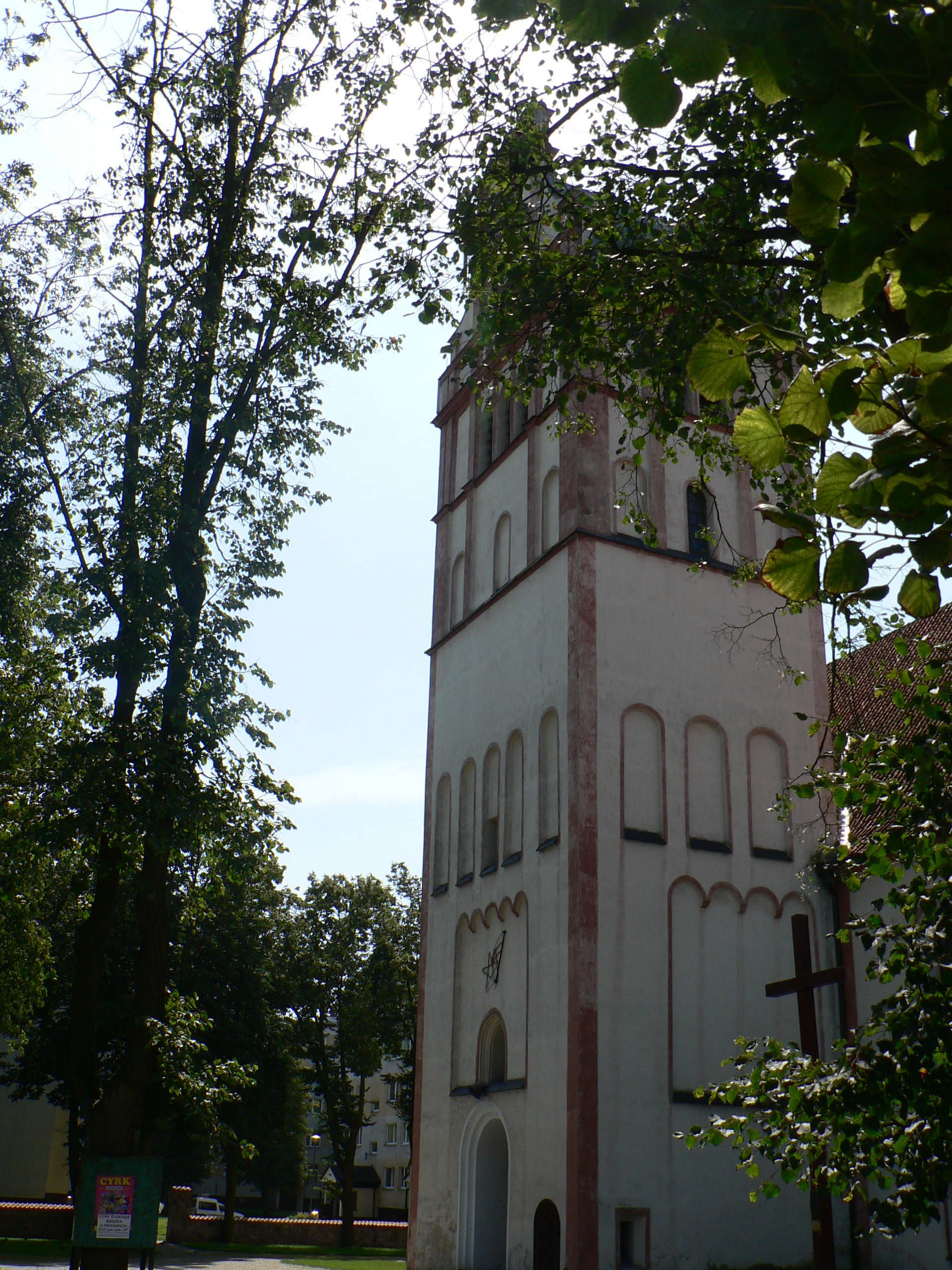
Blick auf den Turm der Kirche

Wie die Kirche bis zum 16. Jahrhundert aussah ist nicht belegt. Eine 1561 durchgeführte Kirchenvisitation bescheinigt das Vorhandensein eines Chores sowie mehrerer Kirchenbänke. Berichten aus dem Jahre 1684 zufolge war das Kirchengebäude zweischiffig und hatte einen Turm an der Ostseite. Die seitliche Stellung des Turms war in Pomesanien durchaus üblich. Er war dreigeschossig, wobei das oberste Geschoss aber erst 1903 aufgesetzt wurde.

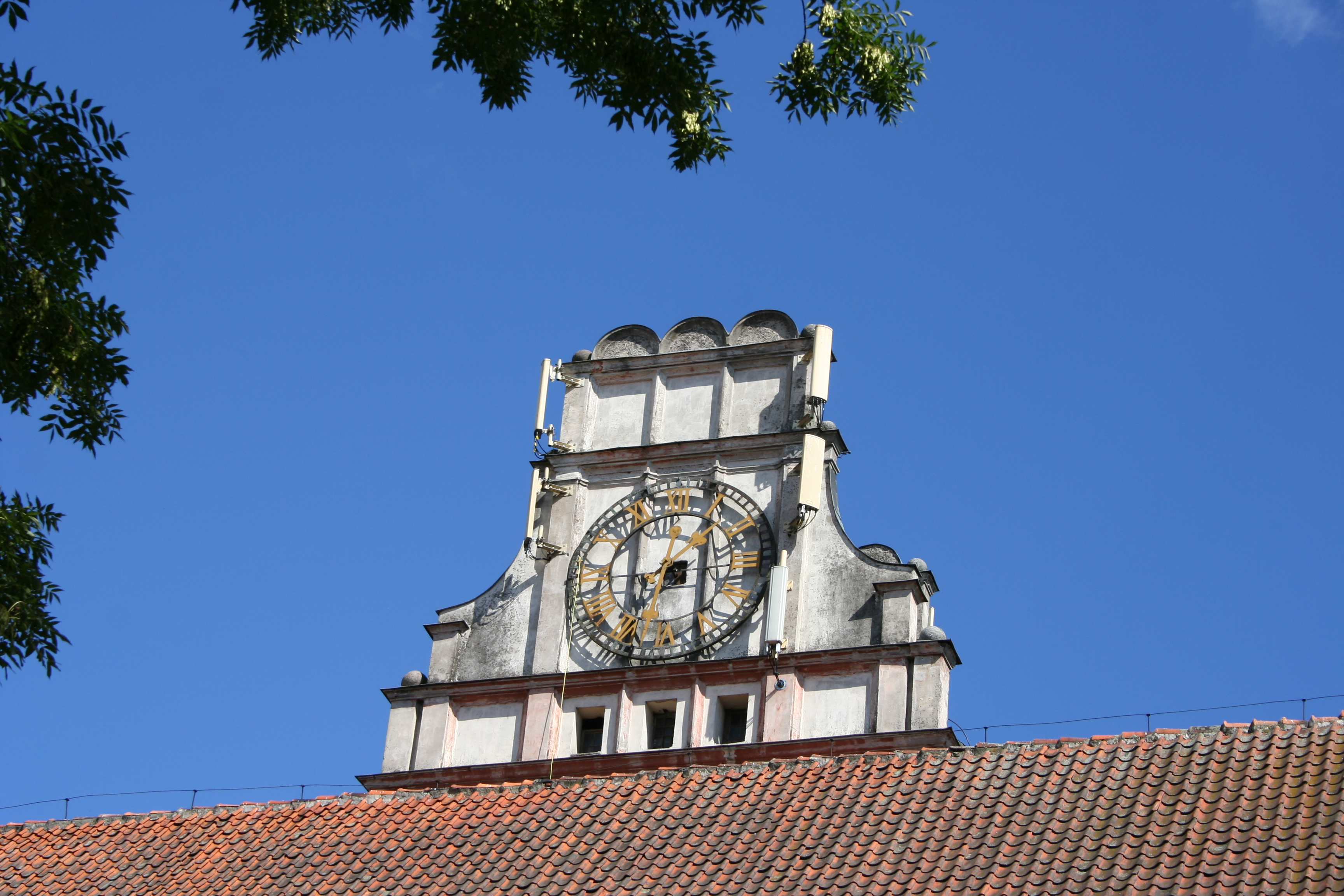
Turmuhr

Der Grundbaustoff der Kirche waren Mauerziegel, teilweise auf Feldstein gesetzt. Die Außenwände wurden verputzt. Der Turm hat eine gotische Form bis zum dritten Stock, die Giebel wurden im Neorenaissancestil hinzugefügt. Er steht auf quadratischem Grundriss, ist mit einem Zeltdach bedeckt, und an den beiden Giebeln befinden sich Uhren.

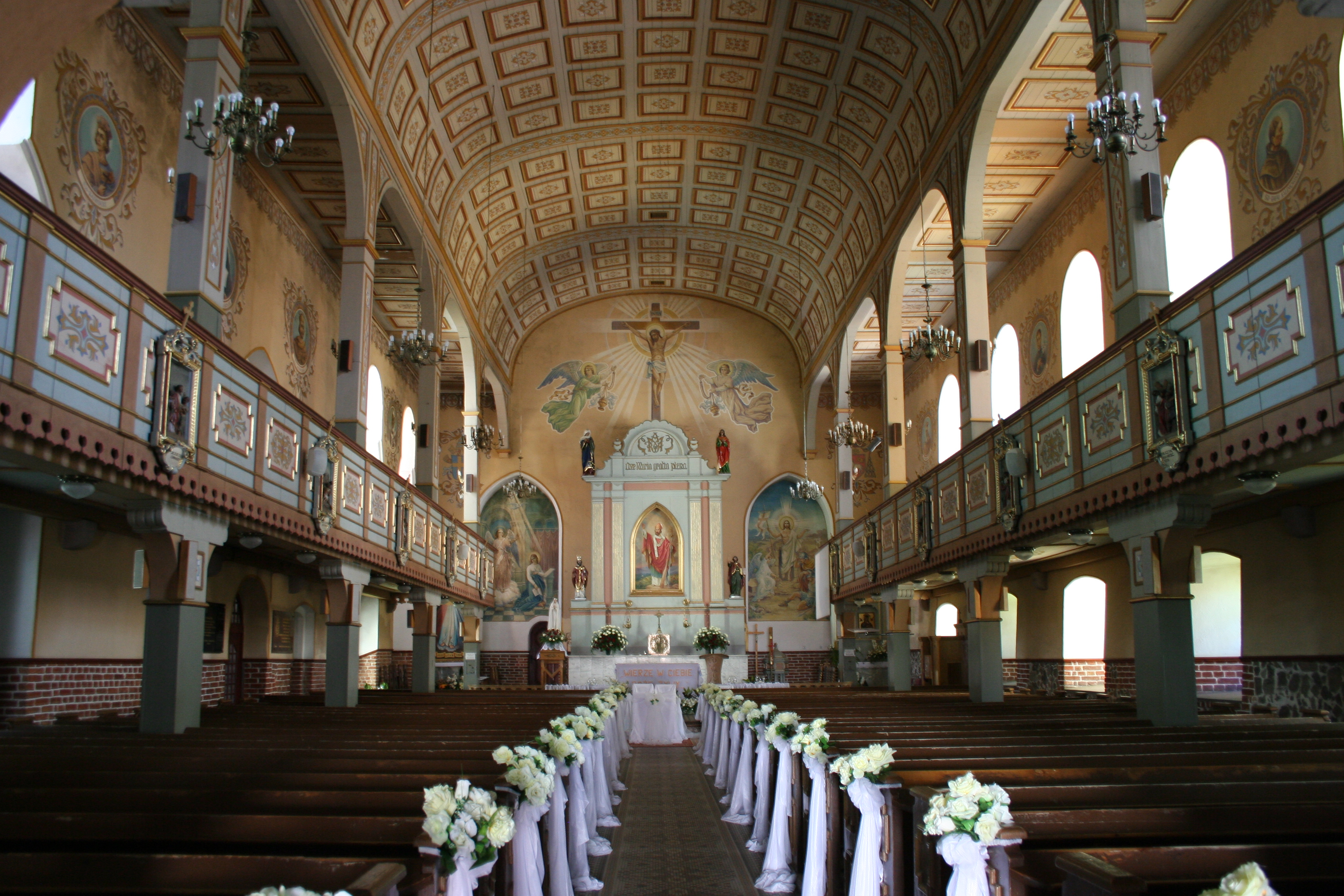
Blick in das Kircheninnere

Der Kircheninnenraum ist dreischiffig angelegt, flach gedeckt und hat seitliche Emporen. Nur an der Westseite befinden sich zwei Fensterreihen. In den 1990er Jahren wurden in den unteren Abschnitten der Innenwände Gips und unverputzte Ziegelsteine entfernt, um den ursprünglich gotischen Stil der Kirche in Erinnerung zu rufen. Die Kirche erhielt dann eine farbige Gestaltung mit Bildern von 15 polnischen Heiligen und Seligen über den Emporen. Den (Haupt-)Altar zieren Gemälde der Verkündigung Mariens, der Auferstehung Jesu Christi sowie des Adalbert von Prag.

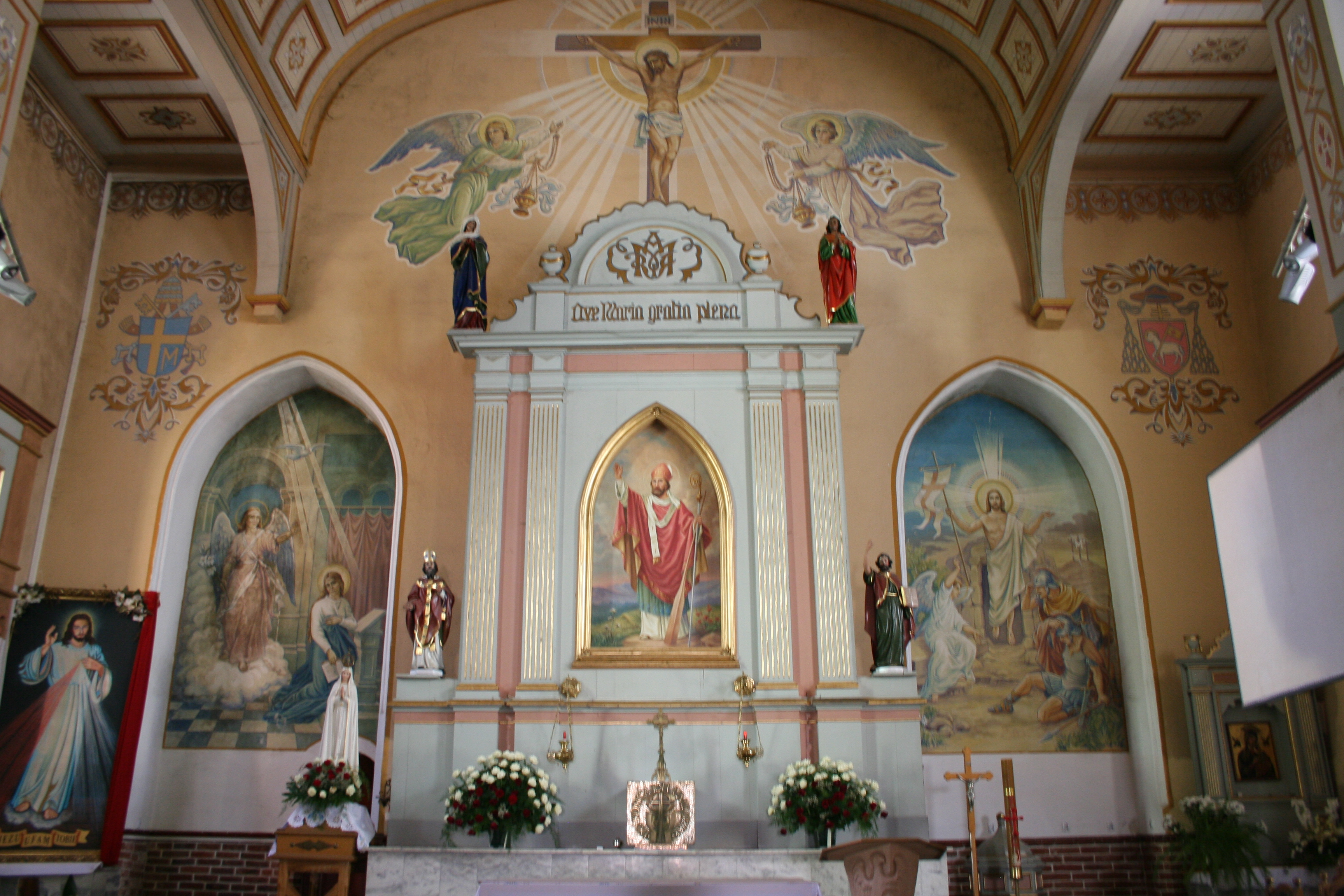
Der (Haupt-)Altar der Kirche

Von der alten Ausstattung der Kirche ist aufgrund der zahlreichen Brände und Kriegseinwirkungen nicht mehr viel erhalten. Bekannt ist, dass es bereits vor 1728 eine Orgel in der Kirche gab. Auf Grundlage eines Vertrags mit Georg Sigismund Caspari aus Königsberg (Preußen) fertigte sein Mitarbeiter Gerhard Arend Zelle eine neue Orgel an, die 1735 nochmals überarbeitet wurde. 1820 platzierte man in der Altarwand ein Ölgemälde der Kreuzigung Christi, das ein gewisser Knorr aus Königsberg angefertigt hatte. Heute gibt des neben dem Hauptaltar zwei schlicht gehaltene Seitenaltäre: des Heiligsten Herzens Jesu und der Mutter Gottes von der immerwährenden Hilfe.
Auf dem Glockenfriedhof in Hamburg entdeckte man Anfang der 1950er Jahre eine Glocke, die der evangelischen Pfarrkirche in Neidenburg entstammte. Für Rüstungszwecke musste sie 1942 abgeliefert werden, hat jedoch den Krieg überlebt. Ihr Schlagton ist cis“, ihr Gewicht 180 kg, und der untere Durchmesser 65 cm. Ihre Inschrift besagt:
„ANNO DOMINI 1633 – FELIX TIKOL DIE ZEIT HAUBTMANN AUF NEIDENBURG – GOS MICH NICKLAS SCHMIDICKE“. Sie läutet heute in der Ortschaft Berenbostel der Stadt Garbsen bei Hannover: seit 1998 in der Silvanus-Kirche als Einzelglocke, nachdem sie von 1956 bis 1965 vom Turm der Stephanuskirche erklang.
Nach dem Zweiten Weltkrieg wurde die evangelische Kirchengemeinde in Neidenburg, jetzt Nidzica genannt, aufgrund von Flucht und Vertreibung der einheimischen Bevölkerung nahezu aufgerieben. Eine aufgrund von Neusiedlern wachsende römisch-katholische Gemeinde stand ihr gegenüber. Am 5. August 1948 kamen beide Konfessionen überein, ihre Gotteshäuser zu tauschen: die (kleinere) katholische Pfarrkirche wurde Gotteshaus der evangelischen Gemeinde, und die (größere) evangelische Pfarrkirche erhielten die Katholiken.

## Kirchengemeinde
Bereits in vorreformatorischer Zeit gab es in Neidenburg eine Kirche. Mit der Reformation wurde sie evangelisch.

### Evangelisch

#### Kirchengeschichte
Georg von Polentz, dem Bischof von Samland und Pomesanien, gelang es 1524, für Neidenburg einen evangelischen Prediger zu gewinnen. Bald taten hier zwei Geistliche gleichzeitig Dienst, ein dritter wurde in der Filialgemeinde Kandien (polnisch Kanigowo) eingesetzt. Bereits vor 1552 bestand die Neidenburger Inspektion mit einem Erzpriester an der Spitze. Lediglich zwischen 1705 und 1725 unterstand die Kirche der Inspektion Saalfeld (polnisch Zalewo). Im Jahre 1910 wurde der Kirchenkreis Soldau (polnisch Działdowo) abgetrennt, blieb aber durch die Kreissynode mit dem Kirchenkreis Neidenburg verbunden.
Im Jahre 1925 zählte der Kirchenkreis Neidenburg elf Pfarrgemeinden mit 14 Kirchen. Eingegliedert war die Kirchengemeinde Neidenburg, die – ohne die Filialgemeinde Kandien – 8500 Gemeindeglieder in der Stadt Neidenburg und in etwa 20 Dörfern und Ortschaften zählte. Kirchenkreis und Kirchengemeinde Neidenburg waren der Kirchenprovinz Ostpreußen der Kirche der Altpreußischen Union zugehörig.
Seit 1948 gehört die evangelische Gemeinde in Nidzica zur Diözese Masuren der Evangelisch-Augsburgischen Kirche in Polen. Ihr Gotteshaus ist die Heilig-Kreuz-Kirche, die zuvor die katholische Pfarrkirche war.

#### Kirchspielorte
Zum Kirchspiel Neidenburg (Stadt und Land) gehörten die Dörfer und Ortschaften:
| Deutscher Name  | Geänderter Name 1938 bis 1945 | Polnischer Name |  | Deutscher Name | Geänderter Name 1938 bis 1945 | Polnischer Name |
| --------------- | ----------------------------- | --------------- |  | -------------- | ----------------------------- | --------------- |
| Adlershorst     |                               | Moczysko        |  | *Magdalenz     |                               | Magdaleniec     |
| Albrechtau      |                               | Podgórzyn       |  | *Modlken       | Moddelkau                     | Módłki          |
| * Bartoschken   | Bartzdorf (Ostpr.)            | Bartoszki       |  | * Neidenburg   |                               | Nidzica         |
| Berghof         |                               | Tatary          |  | Piontken       | (ab 1932:) Freidorf           | Piątki          |
| * Gregersdorf   |                               | Grzegórzki      |  | Piotrowitz     | (ab 1932:) Alt Petersdorf     | Piotrowice      |
| (Groß) Olschau  | Struben                       | Olszewo         |  | Robertshof     |                               | Robaczewo       |
| * Grünfließ     |                               | Napiwoda        |  | * Salusken     | Kniprode                      | Załuski         |
| * Klein Olschau |                               | Olszewko        |  | * Sierokopaß   | Breitenfelde                  | Szerokopaś      |
| Littfinken      |                               | Litwinki        |  | * Waschulken   | Waiselhöhe                    | Waszulki        |

#### Pfarrer
Bis 1945 amtierten an der Pfarrkirche Neidenburg als evangelische Geistliche die Pfarrer:
- NN., bis 1527
- Martin N., 1533
- Jacob Kade, 1534–1537
- Matthias Freywald, ab 1537
- Johann Franckenowski, 1546
- Johann Girck, 1549–1562
- Johann Radomski, 1562–1572
- Bartholomäus Tschepius, 1579
- Christophorus Zobio, 1587
- Laurentius Kleinschultz, 1600–1618
- Matthias Chyoretius, bis 1603
- Bartholomäus Eichler, 1603–1620
- Johann Gutt, 1620–1625
- Martin Helm, 1625–1671
- Johann Wiendarius, 1636/1653
- Johann Ostrowius, 1658–1661
- Johann Reimer, 1665–1702
- Georg Reichmann, 1672–1703
- Gottfried Cholewius, 1695–1696
- Christoph Wedecke, 1697–1707
- Andreas Grabowius, 1702–1708
- Johann Nadebor, 1707–1720
- Johann Christoph Wannowius, 1708–1710
- Michael Scotus, 1711–1717
- Johann Egner, 1717–1740
- Christoph Kowalewski, 1721–1737
- Georg Wasianski, 1737–1741
- Matthäus Kobyienski, 1740–1756
- Andreas Slopianka, 1742–1772
- Johann Gottfried Rogaczki, 1757–1761
- Johann Wilhelm Alexius, 1762–1806
- Georg Joseph Rosocha, 1772–1811
- Friedrich Heinrich Ludwig Kelch, 1806–1827
- Karl Wenzeck, 1811–1813
- Johann Friedrich Wolff, 1815–1834
- Friedrich Wilhelm Wilimczig, 1827–1846
- Carl W.L. Schadebrodt, 1835–1861
- August Ferdinand Kob, 1846–1857
- Ludwig Karl Siemienowski, 1859–1874
- Gustav Adolf Moritz Kob, 1861–1874
- Friedrich Wilhelm Off, 1875–1885
- Adolf Jul. Leonhard Skopnick, 1878–1886
- Karl Joh. Gottlieb Myckert, 1885–1926
- Oskar Heinrich Raffel, 1886–1887
- Hermann Heinrich Tomuschat, 1888–1918
- Karl Alwin E. Grundies, ab 1891
- Karl Paul Emil Gettwart, 1918–1934
- Kurt Stern, 1926–1945
- Hans Georg Borchert, 1934–1942
- Alfred Donder, 1943–1945

#### Kirchenbücher
Von den Kirchenbüchern des Kirchspiels Neidenburg haben die Kriege überlebt und werden im Evangelischen Zentralarchiv in Berlin-Kreuzberg aufbewahrt:
- Taufen: 1708 bis 1715, 1720 bis 1827 und 1935 bis 1944
- Trauungen: 1705 bis 1715, 1720 bis 1810 und 1915 bis 1945
- Begräbnisse: 1704 bis 1758, 1766 bis 1806 (1808) und 1815 bis 1942 (1944)
- Konfirmationen: 1915 bis 1944.

### Römisch-katholisch
Zur Geschichte der katholischen Kirche in Neidenburg siehe 
Durch den „Kirchentausch“ in Nidzica im Jahre 1948 wurde die Römisch-katholische Kirche Eigentümerin der bisher evangelischen Stadtpfarrkirche. Nach baulichen und dem neuen liturgischen Brauch angepassten Veränderungen wurde das Gotteshaus – wie die bisherige katholische Pfarrkirche – der Unbefleckten Empfängnis Mariens gewidmet, zusätzlich auch dem Bischof und Märtyrer Adalbert von Prag. Im Laufe der Jahre errichtete die römisch-katholische Kirche zwei weitere Gotteshäuser in Nidzica, die der Barmherzigkeit Gottes bzw. der Seligen Bolesława Lament gewidmet sind.
Nidzica ist Sitz eines eigenen Dekanats im Erzbistum Ermland, zu dem neben den drei Kirchen der Stadt noch vier Landkirchen gehören: in Kanigowo (Kandien), Łyna (Lahna), Muszaki (Muschaken) und Napiwoda (Grünfließ), denen zum Teil noch Filialkirchen zugeordnet sind.